# Anthracoceros
Anthracoceros (gr. "cuernos de carbón") es un género de aves bucerotiformes de la familia Bucerotidae propias de la región indomalaya.

## Especies
Se reconocen las siguientes especies:
- Anthracoceros coronatus (Boddaert, 1783) - cálao coronado
- Anthracoceros albirostris (Shaw, 1808) - cálao cariblanco
- Anthracoceros malayanus (Raffles, 1822) - cálao malayo
- Anthracoceros marchei Oustalet, 1885 - cálao de Palawan
- Anthracoceros montani (Oustalet, 1880) - cálao de las Sulu